# Вассаль, Жан-Филипп
Жан-Филипп Вассаль (фр. Jean-Philippe Vassal, французское произношение: [ʒɑ̃.filip vasal]; род. 22 февраля 1954, Касабланка) — французский архитектор и ученый. Он руководит архитектурной практикой Lacaton & Vassal совместно с Анн Лакатон. Совместно они были удостоены Притцкеровской архитектурной премии в 2021 году.

## Биография
Вассаль родился в 1954 году в Касабланке во время французского протектората Марокко. Окончил Высшую Национальную школу архитектуры и ландшафта в Бордо в 1980 году. После обучения он провел пять лет в Нигере в качестве архитектора и градостроителя.
Вассаль был приглашенным профессором в таких учебных заведениях как Национальная школа архитектуры в Версале (2002—2006), Федеральная политехническая школа Лозанны (2010—2011) и Берлинский университет искусств (с 2012 года).

## Архитектурная практика
Вассаль совместно с Анн Лакатон основал практику Lacaton & Vassal в Бордо в 1987 году; в 2000 году компания перебралась в Париж. Фокус работы компании — низкобюджетное строительство. Lacaton & Vassal реализовали множество международных проектов в области жилья, а также масштабную реконструкцию Токийского дворца в Париже.
В 2019 году проект «Гранд Парк Бордо» стал обладателем премии Европейского Союза в области современной архитектуры (совместно с Фредериком Друо и Кристоф Гутин).

## Признание
- 2006: Архитектурная премия Шеллинга[нем.][11]
- 2014: Премия Рольфа Шока
- 2016: Золотая медаль французской Академии архитектуры[англ.]
- 2016: Медаль им. Генриха Тессенова
- 2019: Премия Европейского Союза в области современной архитектуры[англ.]
- 2021: Притцкеровская премия